# Dagny Cassel
Astrid Dagny Cassel, ogift Cassel, född 3 april 1908 i Engelbrekts församling i Stockholm, död 28 juli 1988 i Husby-Ärlinghundra församling i Stockholms län, var en svensk konstnär. 
Hon inledde sina konststudier för sin make, varefter hon studerade teckning vid Académie Colarossi i Paris. Hon är representerad vid Moderna museet  i Stockholm.
Dagny Cassel var dotter till redaktören Hjalmar Cassel. Hon gifte sig 1937 med sin kusin Arne Cassel, efter vilken hon 1965 blev änka. Paret är begravda på Djursholms begravningsplats.

## Fotnoter
1. ↑  Sveriges Dödbok 1901–2009, DVD-ROM, Version 5.00, Sveriges Släktforskarförbund (2010).
2. ↑  Moderna museet
3. ↑  Astrid DAGNY CASSEL på Konstnärslekikonett Amanda. Åtkomst 17 april 2014.